# همینی‌ام که هستم
همینی‌ام که هستم (انگلیسی: I Am What I Am) با نام اصلیِ با قلبی در دهانم (ایتالیایی: Col cuore in gola) یک فیلم درام ایتالیایی به کارگردانی تینتو براس است که در سال ۱۹۶۷ منتشر شد. از بازیگران آن می‌توان به ژان-لویی ترنتینیان، اوا آئولین، روبرتو بیزاکو و ویرا سیلنتی اشاره کرد.